# 薩克森-威瑪的恩尼絲汀
薩克森-威瑪的恩尼絲汀（德語：Ernestine von Sachsen-Weimar，1740年1月4日—1786年6月10日），薩克森-希爾德布格豪森公爵夫人，薩克森-威瑪-艾森納赫公爵恩斯特·奧古斯特一世的女兒。

## 家庭
1758年，恩尼絲汀與薩克森-希爾德布格豪森公爵恩斯特·腓特烈三世結婚，兩人共有1子2女：
1. 索菲（1760年—1776年），早逝
2. 克莉絲蒂安妮（1761年—1790年）
3. 腓特烈（1763年—1834年）